# Tombolo di Giannella

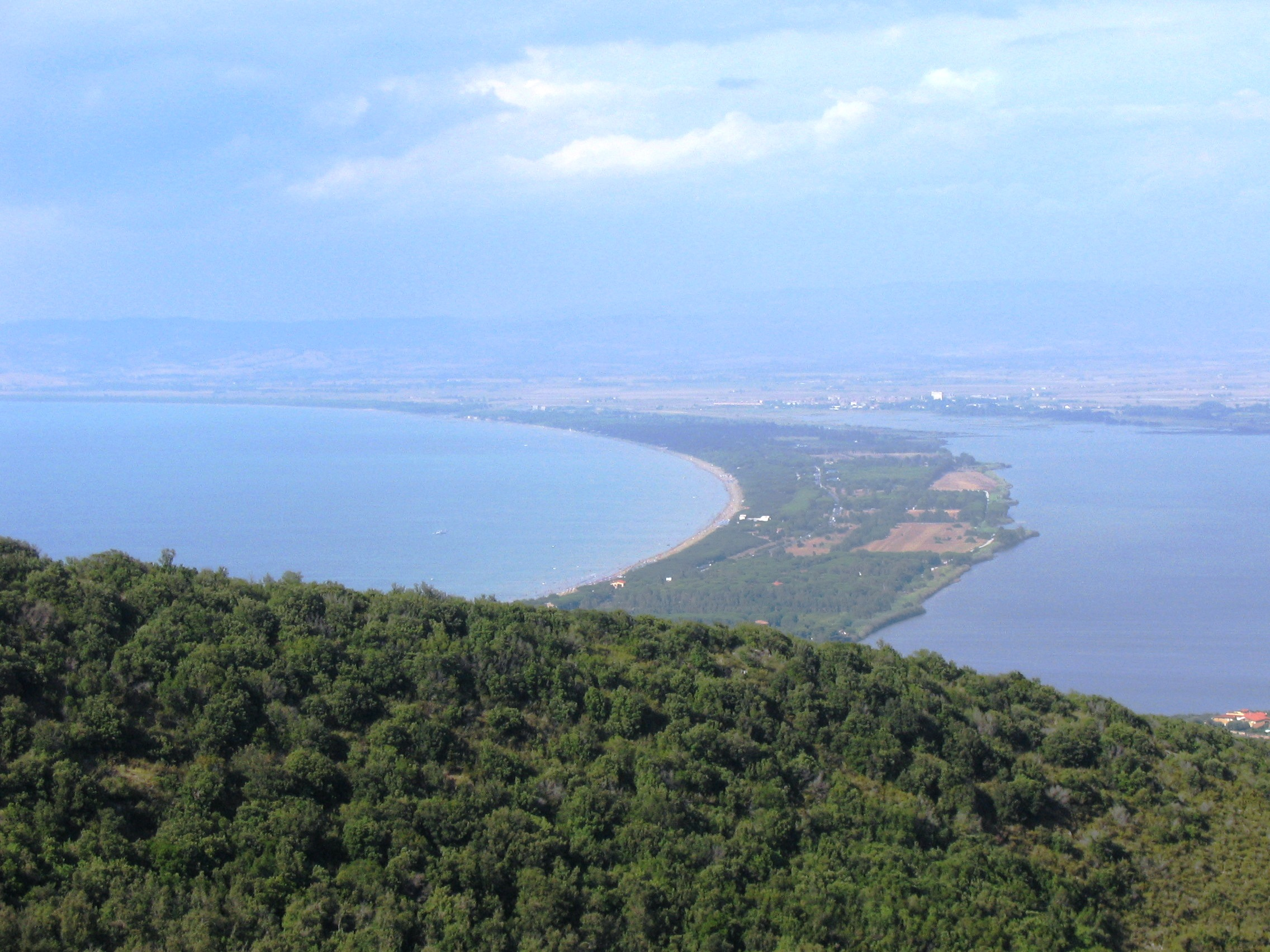
Die Nehrung von Giannella vom Monte Argentario aus gesehen

Der Tombolo di Giannella (bisweilen auch Tombolo della Gianella) ist eine Nehrung (Tombolo) in der italienischen Provinz Grosseto am Südrand der Toskana. Sie gehört zur Gemeinde Orbetello.

## Beschreibung
Sie verbindet den Monte Argentario mit Albinia, einem Ortsteil von Orbetello. Auf der Nehrung liegen ein kleiner Ort und mehrere große Campingplätze. Diese liegen ausschließlich zur Seite der Lagune hin. Mit wenigen Schritten kann man fast überall die Straße sowie die Dünen überqueren und befindet sich dann an einem breiten Sandstrand. Fast alles ist „spiaggia libera“, es finden sich nur wenige konzessionierte Badeanstalten. Die Nehrung ist etwa sechs Kilometer lang und im Schnitt um die 300 Meter breit.